# Regular Season
Der Begriff Regular Season (eingedeutscht "reguläre Saison", die Begriffe "Hauptrunde" sowie "Vorrunde" werden synonym verwendet) stammt aus dem Englischen und ist vor allem im nordamerikanischen Profisport gebräuchlich. Dort ist eine Spielzeit meist in Regular Season und Play-offs (in manchen Sportarten Postseason) unterteilt.
Die mehrere Monate umfassende „Hauptrunde“ dient als Qualifikation für die verhältnismäßig kurzen Play-offs. Anhand der Abschlusstabelle(n) der Regular Season werden die Paarungen der Play-offs festgelegt.
Vergleichbare Modi finden sich in europäischen American-Football-. Baseball-, Basketball-, Eishockey- und Volleyball-Ligen, wo zunächst eine Vorrunde gespielt wird mit anschließenden Play-offs.